# Meinl
Майнл Перкашн — один из ведущих производителей ударных музыкальных инструментов — тарелок, а также разнообразной перкуссии. Расположен в г. Гутенштеттен, Германия. Основная торговая марка — Meinl.
Компания основана в 1951 г. Роландом Майнлом. Примечательна своими стеклопластиковыми конгами, фанерными гонгами и другими новшествами, доказавшими многим перкуссионистам возможность использования в музыкальном производстве столь современных материалов.
В 1960-е годы примерно половина продукции экспортировалась в США совместно с немецкими ударными установками фирмы Tromsa. Первый наёмный работник компании, Густав Штробел, был нанят в 1964 году и в итоге проработал практически 40 лет. Примерно в то же время Роланд Майнл начал импортировать доступные по цене ударные инструменты и комплектующие из Японии, тем самым став одним из первых импортёров Pearl в Европе. Позже он начал поставлять в том числе инструменты Tama и Ibanez.
В 1974 Meinl стала первой компанией среди производителей тарелок, кто предложил готовые сэты.
Изначально фирма специализировалась на производстве бюджетных тарелок, пока в 1984 году не была представлена «Profile Series» — это был тот момент, когда Meinl сфокусировалась на производстве инструментов профессионального уровня. Первая про-серия Meinl называлась «King-Beat Series», и была анонсирована в 1976-м.
В 1990-м Meinl показывает тарелки «Tri-Tonal», их первую именную серию, разработанную совместно с Билли Кобэмом (Billy Cobham). Выпуск серии прекратился через год.
В 2006-м Meinl начала производство серии «Mb10», для производства которой использовался сплав бронзы B10 (90 % меди и 10 % олова), став единственной компанией, использующей 4 вида сплавов для производства тарелок (бронза B8, B10, B12 и B20).
4 декабря 2007 года, в возрасте 78 лет умер основатель компании Роланд Майнл.
Майнл и Пайсте — основные производители тарелок европейского звучания, ведущих свою родословную из Турции и противопоставляемых китайской семье тарелок, поэтому рассматриваются некоторыми как ветвь турецкой семьи тарелок. Европейское звучание отличается однородностью, чёткостью и остротой, в отличие от более размытого и своеобразного звучания, присущего обычным турецким тарелкам. Оба производителя поддерживают друг с другом тесные связи, наиболее очевидно проявляющиеся в тарелках начального уровня, производство которых тождественно в течение многих лет: сплавы у моделей полностью совпадают, тарелки различаются лишь логотипом, при этом они все произведены в Германии, где компании лидируют в производстве тарелок. Впрочем, оба производителя настойчиво опровергают домыслы об использовании единого производства.
Майнл выделяется среди четырёх ведущих мировых производителей тарелок тем, что, как правило, использует для тарелок верхнего уровня ковкую бронзу B8 (8 % олова) вместо колокольной бронзы. А профессиональная серия, выполненная из колокольной бронзы, «Бизанс», является относительным нововведением в список продукции. Остальные производители тоже выпускают профессиональные серии из бронзы B8, наиболее примечательна Пайсти «2002», однако эти серии всегда побочны по отношению к более привычным для высококлассных тарелок сплавам. Кроме того, Майнл выпускает тарелки высшего уровня из бронзы B12.

## Продукция
Текущие серии:
- Byzance — профессиональные тарелки с более традиционным звучанием. Изготовлены из сплава B20 выкованы вручную в Турции. Доступны в шести вариациях (отсюда и слоган «Шесть оттенков тёмного»):
  - Byzance Traditional (тёмное тёплое звучание) — достаточно универсальные тарелки, с тёплым традиционным звучанием. Используется традиционная обработка.
  - Byzance Vintage (тёмное переливающееся звучание) — обладают сухим, низким и контролируемым звуком. Большая часть тарелок этой линейки подвергаются уникальной пескоструйной обработке.
  - Byzance Jazz (тёмное звучание) — тарелки из этой серии обладают тёмным интонационно сложным и богатым звучанием. В традиционной обработке.
  - Byzance Extra Dry (тёмное сухое звучание) — серия с весьма «говорящим» названием, эти тарелки с грубой обработкой звучат крайне низко, сухо и «трэшово».
  - Byzance Dark (тёмное мощное звучание) — тёмный и глухой тон с хорошим щелчком. Поверхность тарелок без финишного покрытия и интенсивно прокована.
  - Byzance Brilliant (тёмное яркое звучание) — эта серия получила своё название благодаря полированному покрытию. Это покрытие даёт тарелкам более тёмный звук в сравнении с серией Byzance Traditional, так как подрезает высокие частоты в звуке.
- Pure Alloy (переливающийся чистый звук) — тарелки профессионального уровня, изготовлены из патентованного сплава «Pure Alloy», покрытие традиционное. Для этой серии использована машинная обработка.
- Generation X («Инновации») — линия инновационных тарелок, изготовленная при участии Johnny Rabb, Benny Greb и Thomas Lang. Для разных тарелок этой серии использованы разные сплавы: FX9 (69 % меди, 15 % цинка, 15 % марганец, 1 % алюминий), MS63 латунь, бронза B12 и бронза B8 .
- Classics («Clarity and Cut») — тарелки среднего уровня из сплава B8. Обладают ярким прорезающим звуком благодаря используемому сплаву и традиционному покрытию.
  - Classics Custom — изготовлены из сплава B10, яркие и громкие, с полированным покрытием.
  - Classics Custom Dark — эти тарелки из сплава B10 обладают более сложным и низким звучанием в сравнении с обычными «Classics Customs» благодаря их покрытию, глубокой ковке и дополнительной обработке. Особенное покрытие обеспечивает этой серии уникальный внешний вид.
  - Classics Custom Extreme Metal — тарелки из сплава B10. Изготовлены с применением глубокой машинной ковки, имеют яркий и резкий звук.
- MCS — тарелки среднего/полу-профессионального уровня изготовленные из сплава B8, доступны как в виде сэта или отдельных тарелок: 14" Medium Hi-hat, 16" Medium Crash, 18" Ride/Crash и 20" Ride.
- HCS — тарелки начального уровня изготовленные из сплава MS63 (63 % медь, 37 % цинк). Самые недорогие тарелки фирмы Meinl.
- Candela — профессиональная серия лёгких тарелок разработанных специально для перкуссионистов. Изготовлены из сплава B20.